# Zaporizke, Bahmaci
Zaporizke (în ucraineană Запорізьке) este un sat în comuna Piskî din raionul Bahmaci, regiunea Cernihiv, Ucraina.

## Demografie
Componența lingvistică a localității Zaporizke
     Ucraineană (98,48%)
     Rusă (1,52%)
Conform recensământului din 2001, majoritatea populației localității Zaporizke era vorbitoare de ucraineană (98,48%), existând în minoritate și vorbitori de rusă (1,52%).